# Pelechovský rybník
Pelechovský rybník  o rozloze vodní plochy 1,16 ha se nalézá na východním okraji vesnice Pelechov, místní části obce Lipoltice v okrese Pardubice. Rybník je využíván pro chov ryb a zároveň představuje lokální biocentrum pro rozmnožování obojživelníků. Pod hrází rybníka se nalézá budova bývalého pelechovského mlýna.

## Galerie

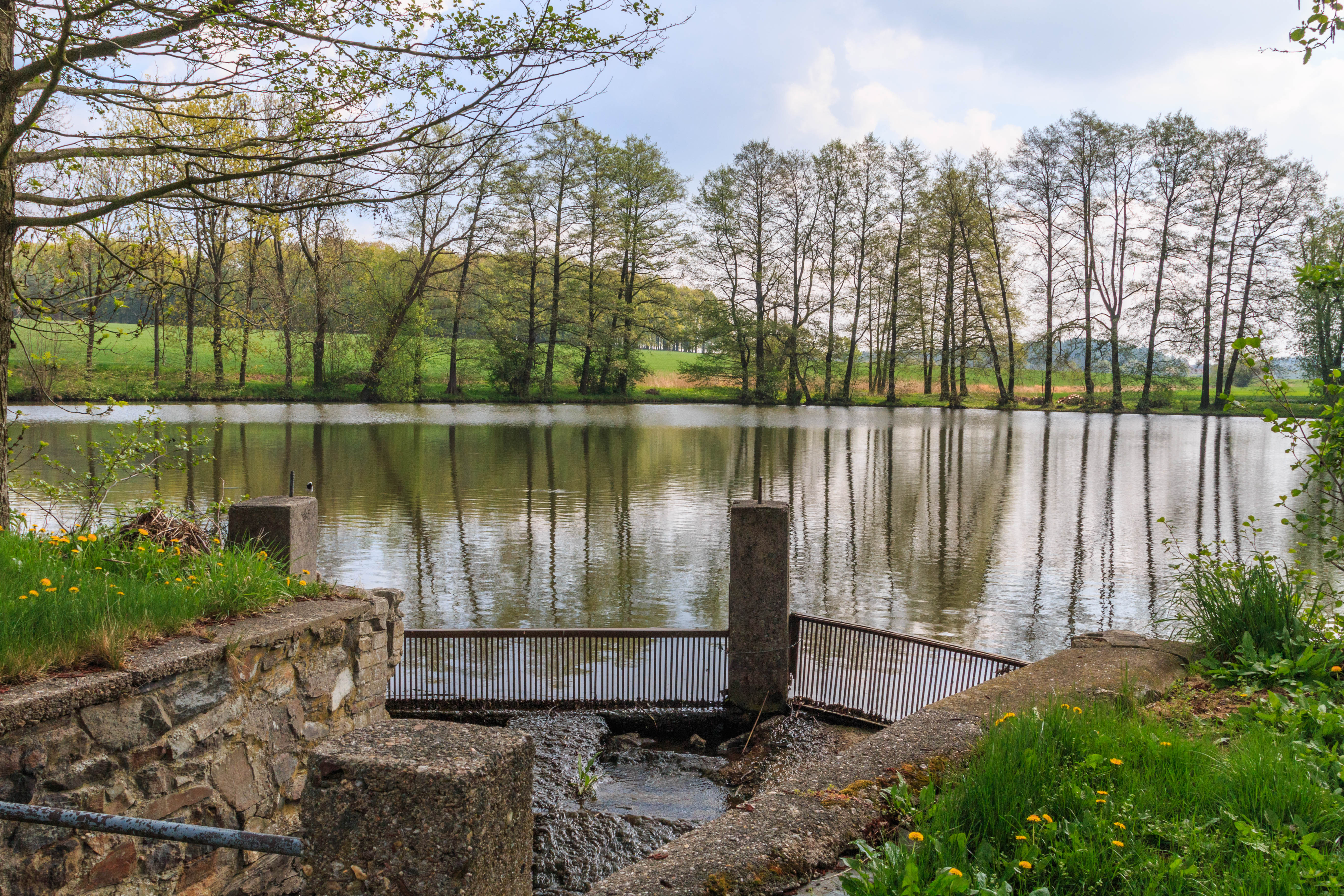
pohled na Pelechovský rybník
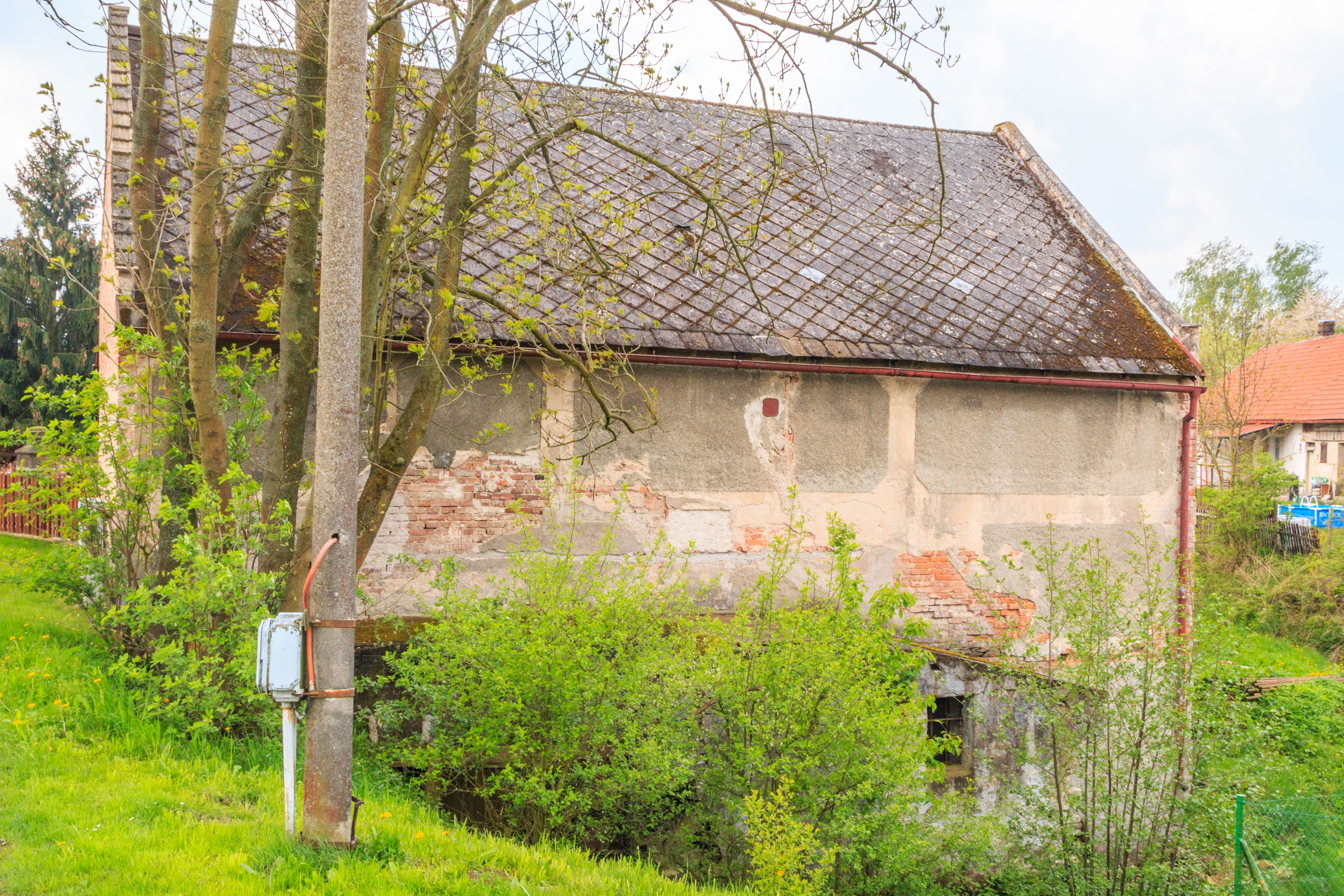
budova bývalého mlýna
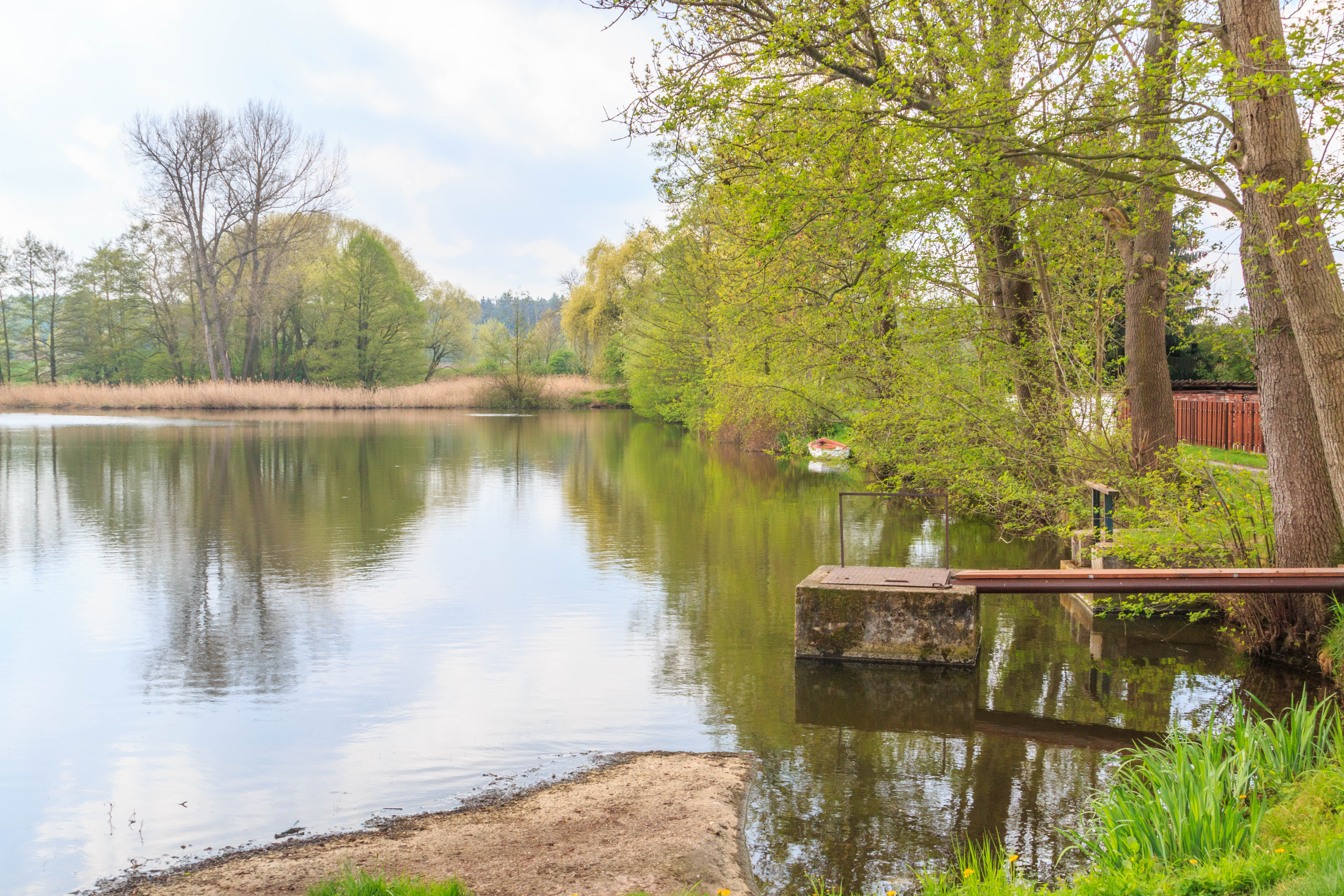
pohled na Pelechovský rybník
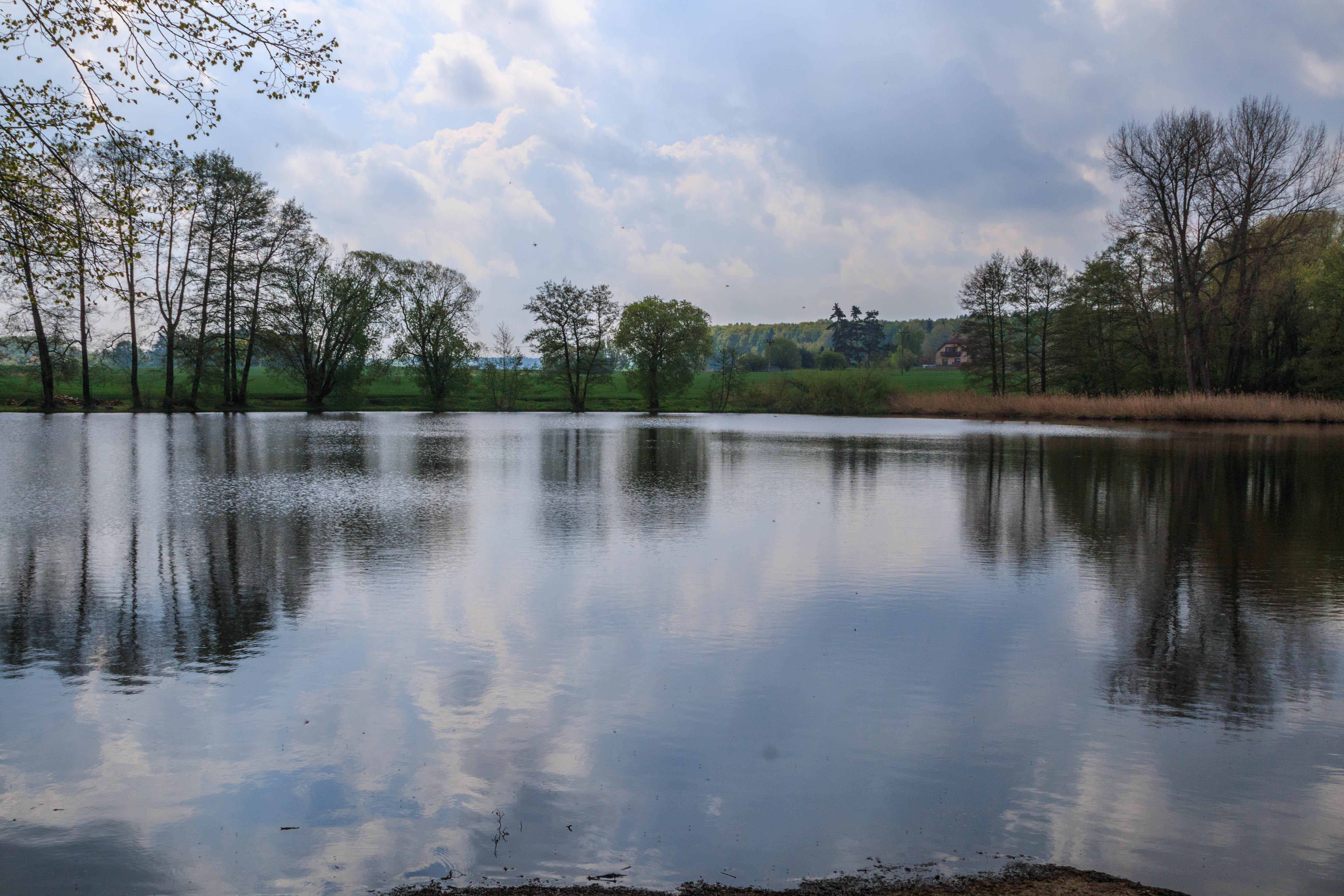
pohled na Pelechovský rybník